# تل چهارطاقی
تل چهارطاقی در شهرستان فیروزآباد، بخش مرکزی، روستای شهید دستغیب واقع شده و این اثر در تاریخ ۱۲ بهمن ۱۳۸۱ با شمارهٔ ثبت ۷۱۹۶ به‌عنوان یکی از آثار ملی ایران به ثبت رسیده‌است.